# Campeonato Italiano de Rugby 2000-01
El Campeonato de Rugby de Italia de 2000-01 fue la septuagésimo primera edición de la primera división del rugby de Italia.

## Sistema de disputa
El torneo se disputó en tres etapas, la primera fue una fase de grupos en la cual los 12 equipos se dividieron en dos zonas en la cual disputaron encuentros de ida y de vuelta frente a todos sus rivales grupales, los tres mejores equipos clasificaron a la zona campeonato y los últimos tres de cada grupo a la zona descenso.
En la segunda etapa se constituyeron dos zonas que fueron determinadas por los resultados de la etapa anterior, los cuatro mejores de la zona campeonato clasificaron a postemporada.
Los últimos tres equipos de la zona del descenso fueron relegados a la Serie B.

## Primera Fase

#### Grupo A
| Equipo              | Puntos    |
| ------------------- | --------- |
| Rugby Roma          | 39 puntos |
| Viadana             | 36 puntos |
| Amatori y Calvisano | 31 puntos |
| Petrarca            | 30 puntos |
| Piacenza            | 16 puntos |
| Livorno             | 0 puntos  |

#### Grupo B
| Equipo           | Puntos    |
| ---------------- | --------- |
| Benetton Treviso | 42 puntos |
| L'Aquila         | 27 puntos |
| Parma            | 27 puntos |
| Rovigo           | 23 puntos |
| GRAN Parma       | 18 puntos |
| San Donà         | 7 puntos  |

## Segunda Fase
- Tabla de posiciones:[1]

### Zona Descenso
| Pos. | Equipo          | Encuentros | Encuentros | Encuentros | Encuentros | Tantos | Tantos | Tantos | Puntos |
| Pos. | Equipo          | PJ         | PG         | PE         | PP         | F      | C      | Dif    | Puntos |
| ---- | --------------- | ---------- | ---------- | ---------- | ---------- | ------ | ------ | ------ | ------ |
| 1.º  | Petrarca Padova | 10         | 9          | 0          | 1          | 324    | 177    | +147   | 39     |
| 2.º  | GRAN Parma      | 10         | 8          | 0          | 2          | 301    | 183    | +118   | 37     |
| 3.º  | Rugby Rovigo    | 10         | 5          | 0          | 5          | 250    | 192    | +58    | 29     |
| 4.º  | Piacenza        | 10         | 5          | 0          | 5          | 275    | 260    | +15    | 26     |
| 5.º  | San Donà        | 10         | 3          | 0          | 7          | 208    | 287    | -79    | 15     |
| 6.º  | Livorno         | 10         | 0          | 0          | 10         | 166    | 425    | -259   | 2      |

|  | Descendido a la Serie B. |

### Zona Campeonato
| Pos. | Equipo              | Encuentros | Encuentros | Encuentros | Encuentros | Tantos | Tantos | Tantos | Puntos |
| Pos. | Equipo              | PJ         | PG         | PE         | PP         | F      | C      | Dif    | Puntos |
| ---- | ------------------- | ---------- | ---------- | ---------- | ---------- | ------ | ------ | ------ | ------ |
| 1.º  | Benetton Treviso    | 10         | 7          | 0          | 3          | 293    | 189    | +104   | 34     |
| 2.º  | Amatori & Calvisano | 10         | 6          | 1          | 3          | 241    | 199    | +42    | 30     |
| 3.º  | Rugby Roma Olimpic  | 10         | 5          | 0          | 5          | 261    | 244    | +17    | 26     |
| 4.º  | Viadana             | 10         | 5          | 1          | 4          | 267    | 217    | +50    | 26     |
| 5.º  | Rugby Parma         | 10         | 5          | 0          | 5          | 223    | 284    | -61    | 24     |
| 6.º  | L'Aquila Rugby      | 10         | 1          | 0          | 9          | 202    | 354    | -152   | 5      |

|  | Clasificado a postemporada. |

### Semifinales
| Equipo 1            | Equipo 2           | Ida   | Vuelta |
| ------------------- | ------------------ | ----- | ------ |
| Amatori y Calvisano | Rugby Roma Olimpic | 26-11 | 24-10  |
| Benetton Treviso    | Viadana            | 23-15 | 28-11  |

### Final
| 2 de junio de 2001 | Benetton Treviso | 33 - 13 | Amatori y Calvisano |  |  |

| Bandera de Italia        |
| Campeón Benetton Treviso |
| Noveno título            |